# Coeliccia kimurai
Coeliccia kimurai là loài chuồn chuồn trong họ Platycnemididae. Loài này được Asahina mô tả khoa học đầu tiên năm 1990.